# Un, deux, trois, voleurs

Un, deux, trois, voleurs est un téléfilm français réalisé par Gilles Mimouni et diffusé pour la première fois le 25 novembre 2011 sur France 2.

## Synopsis
A quarante ans passés, Luis, convoyeur de fonds en plein divorce, retourne habiter chez ses grands-parents et ne se voit aucun avenir. Alors, sur un coup de tête, il braque cinq millions d’euros à sa société ! Le convoyeur, en quelques heures, devient l’homme le plus médiatisé du pays et voit rapidement ses espoirs de fuite s’envoler. Retourné voir son meilleur ami Sam, Luis va recevoir l’aide inattendue d’Emma, compagne de l’avocat. Elle aussi connaît le convoyeur depuis le lycée.

## Fiche technique
- Scénario : Grégory Baranès
- Pays :  France
- Musique : Krishna Levy
- Durée : 95 minutes

## Distribution
- Isabelle Carré : Emma
- Nicolas Cazalé : Luis
- Olivier Sitruk : Sam
- Reda Kateb : Capitaine Martin
- Laurent Bateau : Capitaine Leduc
- Féodor Atkine : Daniel Petrescu
- Youssef Hajdi : Régis
- Abraham Belaga : Denis Gantric
- Karim Leklou : Gérard
- Salem Kali : Abib
- Steve Tran : Tony
- Diouc Koma : Idriss
- Jennifer Decker : Nathalie
- Jacques Frantz : le père d'Emma
- Jean-Claude Deret : Emilio, le grand-père de Luis

## Lieux de tournage
Il existe un doute sur plusieurs scènes du téléfilm 1, 2, 3, voleurs tournées ou non au sanatorium d'Aincourt (très fortes ressemblances des lieux mais absence de crédits et de remerciements au générique)[réf. nécessaire].